# 沃罗别伊尼亚农村居民点
沃罗别伊尼亚农村居民点（俄语：Воробейнское сельское поселение）是俄罗斯联邦布良斯克州日里亚季诺区所属的一个农村居民点。其下辖有40个居民点，行政中心为沃罗别伊尼亚。据2015年统计，该农村居民点的人口为1964人。